# Torquigener randalli
Torquigener randalli es una especie de peces de la familia Tetraodontidae en el orden de los Tetraodontiformes.

## Morfología
Los machos pueden llegar alcanzar los 12,7 cm de longitud total.

## Hábitat
Es un pez de mar de clima tropical y demersal que vive entre 15-132 m de profundidad.

## Distribución geográfica
Se encuentra en Oahu (islas Hawái ).

## Observaciones
Es inofensivo para los humanos.